# Ліхтенштейн на Чемпіонаті світу з водних видів спорту 2015
Ліхтенштейн взяв участь у Чемпіонаті світу з водних видів спорту 2015, який пройшов у Казані (Росія) від 24 липня до 9 серпня.

## Плавання
Ліхтенштейнські плавці виконали кваліфікаційні нормативи в дисциплінах, які наведено в таблиці (не більш як 2 плавці на одну дисципліну за часом нормативу A, і не більш як 1 плавець на одну дисципліну за часом нормативу B):
Чоловіки
| Спортсмен    | Дисципліна       | Попередній заплив | Попередній заплив | Півфінал        | Півфінал        | Фінал           | Фінал           |
| Спортсмен    | Дисципліна       | Час               | Місце             | Час             | Місце           | Час             | Місце           |
| ------------ | ---------------- | ----------------- | ----------------- | --------------- | --------------- | --------------- | --------------- |
| Крістоф Меєр | 200 м брасом     | 2:17.07           | 41                | Завершив виступ | Завершив виступ | Завершив виступ | Завершив виступ |
| Крістоф Меєр | 200 м комплексом | 2:04.01           | 30                | Завершив виступ | Завершив виступ | Завершив виступ | Завершив виступ |
| Крістоф Меєр | 400 м комплексом | 4:23.57           | 30                | Н/Д             | Н/Д             | Завершив виступ | Завершив виступ |

Жінки
| Спортсменка  | Дисципліна            | Попередній заплив | Попередній заплив | Півфінал         | Півфінал         | Фінал            | Фінал            |
| Спортсменка  | Дисципліна            | Час               | Місце             | Час              | Місце            | Час              | Місце            |
| ------------ | --------------------- | ----------------- | ----------------- | ---------------- | ---------------- | ---------------- | ---------------- |
| Юлія Хасслер | 200 м вільним стилем  | 2:03.08           | 43                | Завершила виступ | Завершила виступ | Завершила виступ | Завершила виступ |
| Юлія Хасслер | 400 м вільним стилем  | 4:14.51           | 23                | Н/Д              | Н/Д              | Завершила виступ | Завершила виступ |
| Юлія Хасслер | 800 м вільним стилем  | 8:39.12           | 18                | Н/Д              | Н/Д              | Завершила виступ | Завершила виступ |
| Юлія Хасслер | 1500 м вільним стилем | 16:32.04          | 16                | Н/Д              | Н/Д              | Завершила виступ | Завершила виступ |